# تئاتر دو شاتله
تئاتر دو شاتله (به فرانسوی: Théâtre du Châtelet) یک تئاتر و خانهٔ اپرا واقع در میدان شاتله ناحیهٔ ۱ شهر پاریس است. این تئاتر توسط گابریل داویو به درخواست بارون اوسمان بین سالهای ۱۸۶۰ و ۱۸۶۲ با ۳۰۰۰ صندلی طراحی شد که بعدها با عوض کردن مدل سالن به ۲۵۰۰ صندلی کنونی رسید. این سالن تئاتر اکنون قریب به ۵۸ سال قدمت دارد، و یکی از سالن‌های مهم تئاتر و اپرا در کشور فرانسه است. این تئاتر میزبان سالانه توپ طلا نیز است.

## نگارخانه

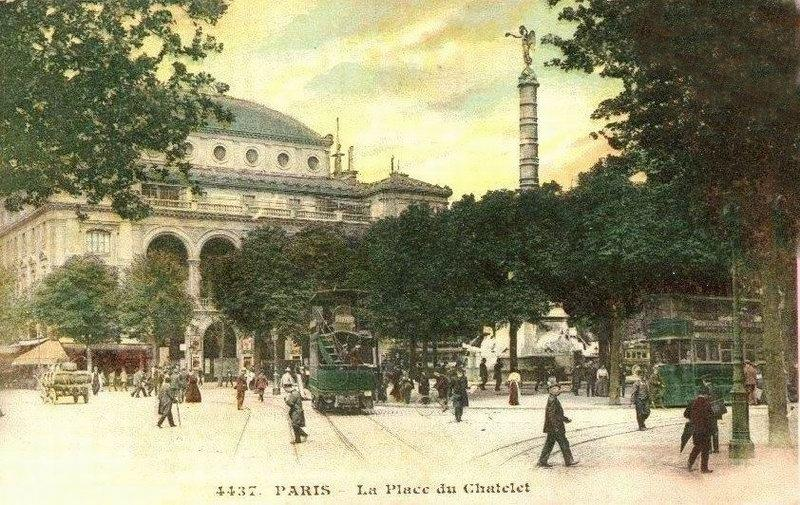
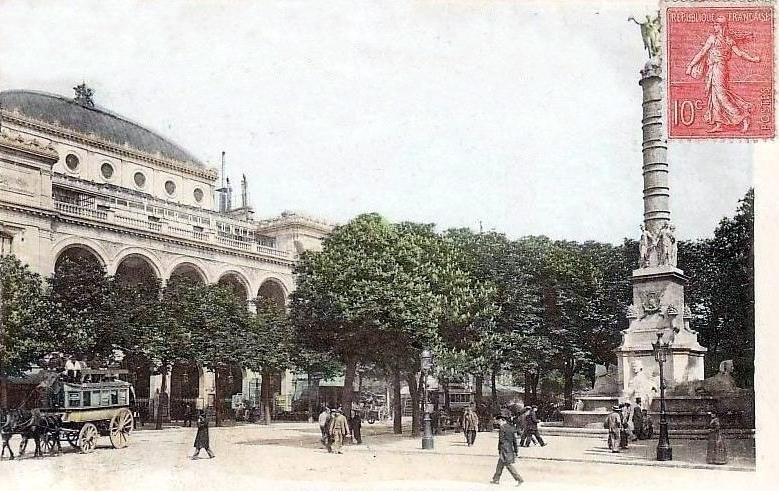
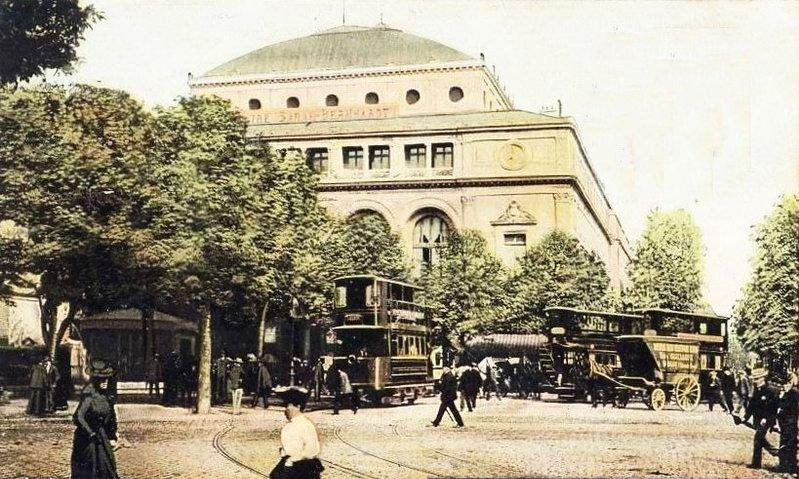
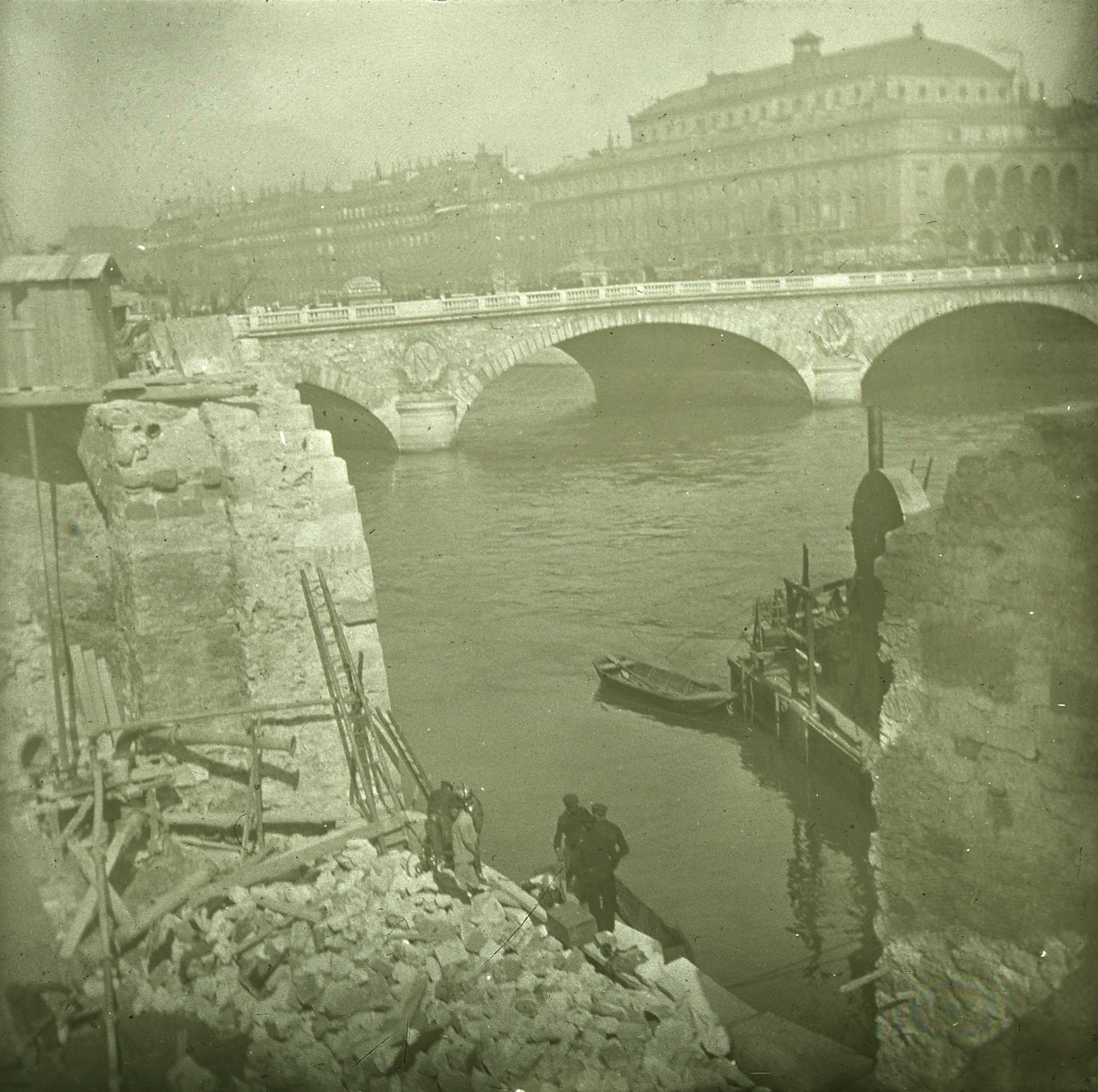
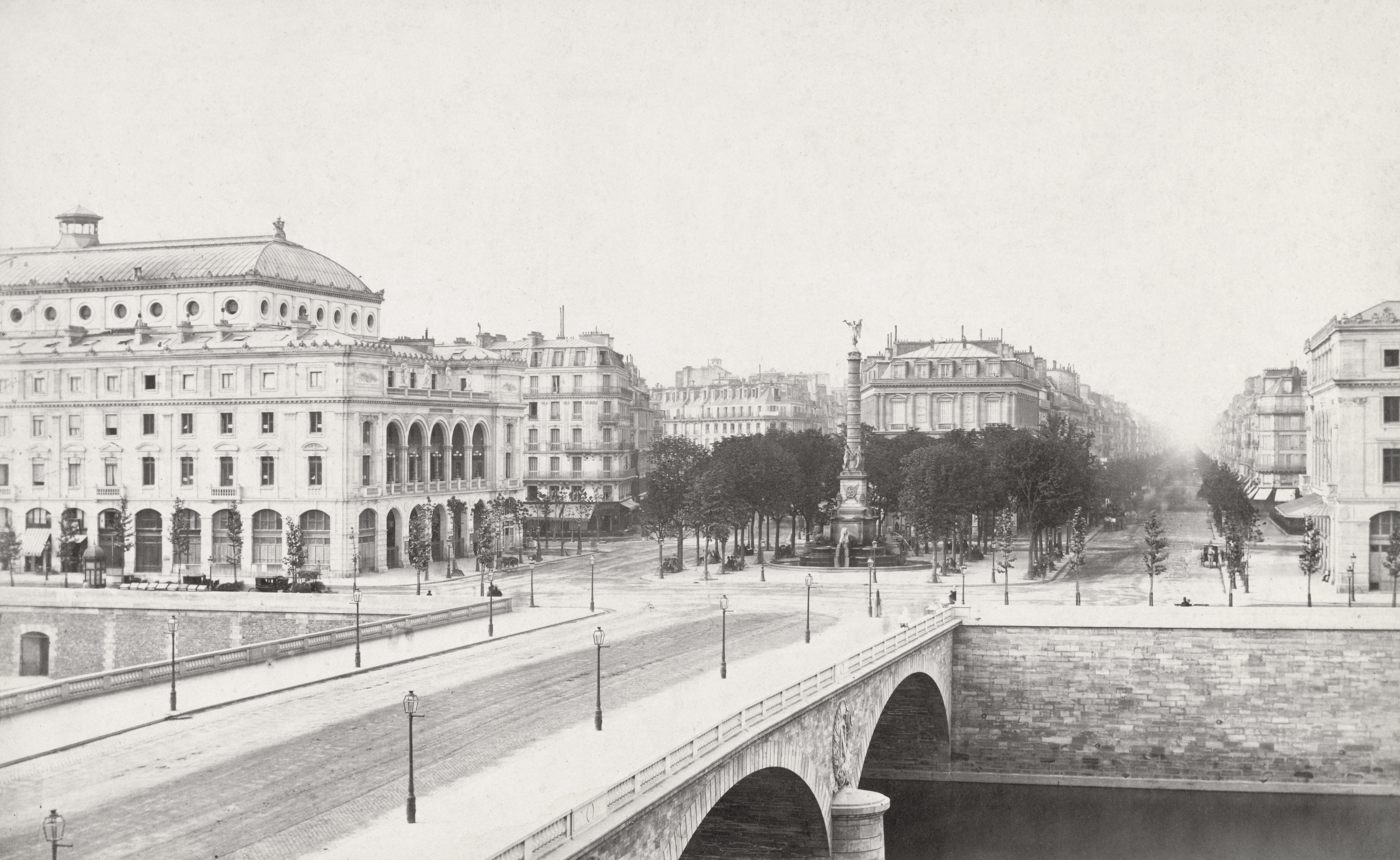
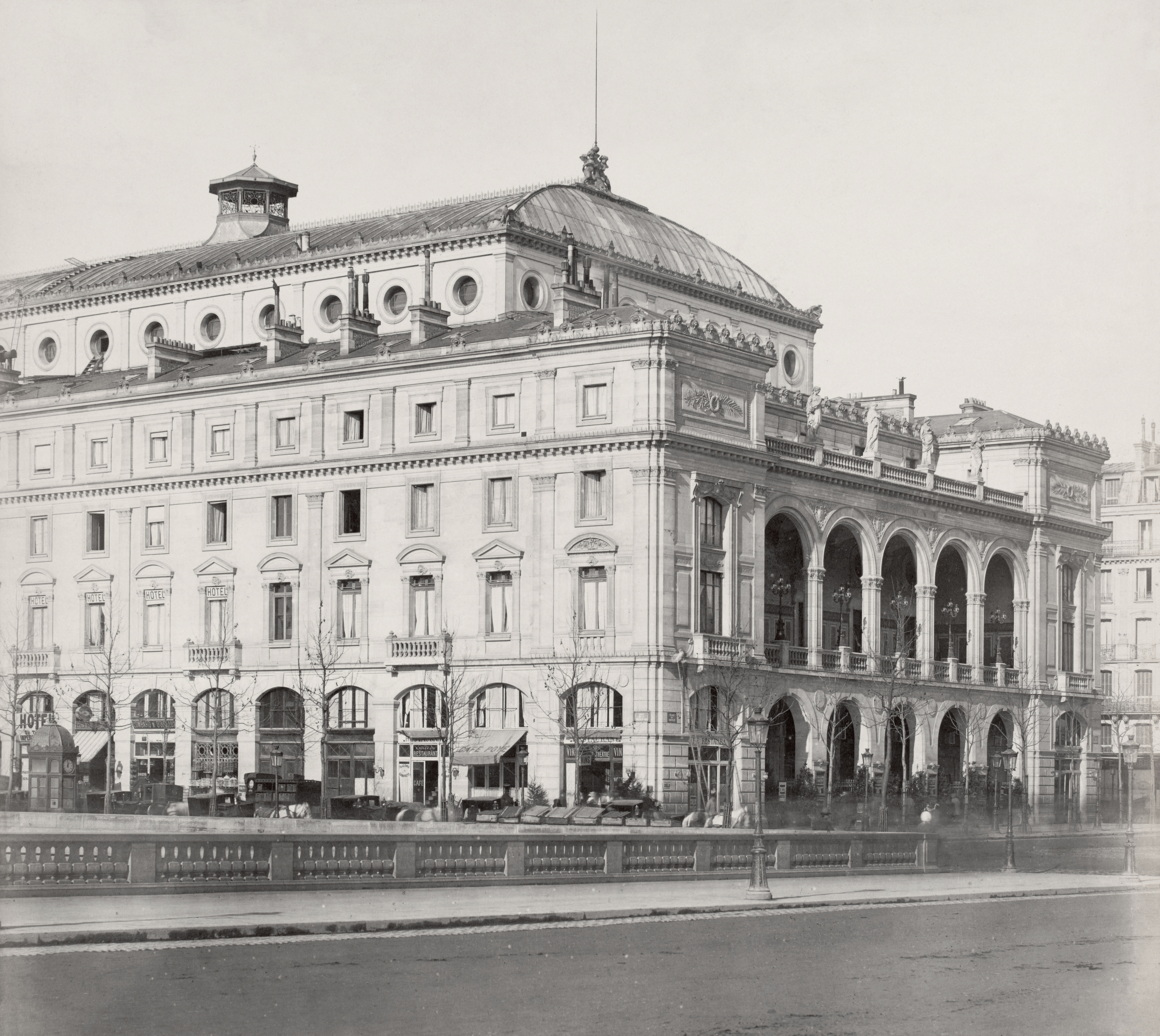
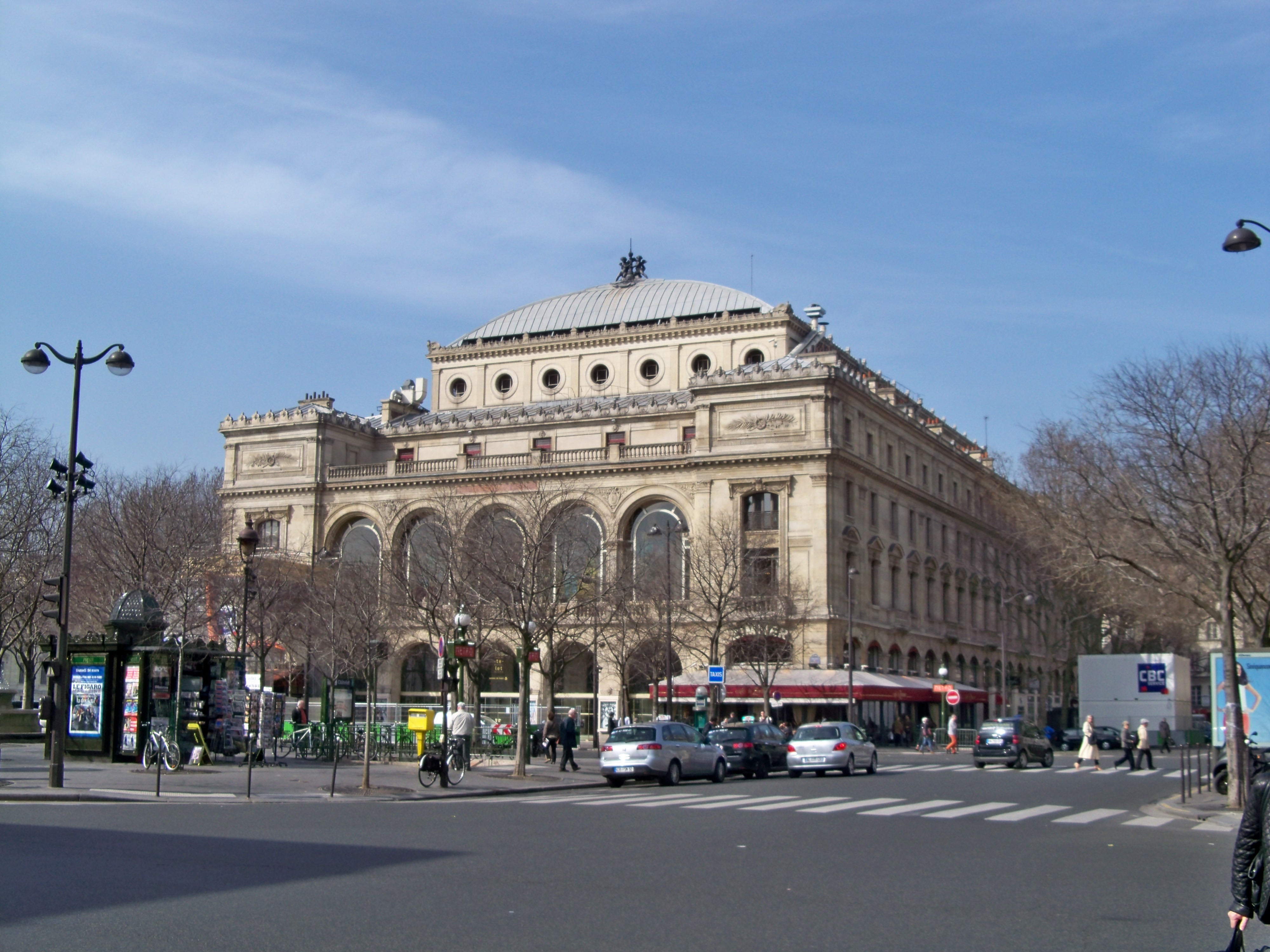
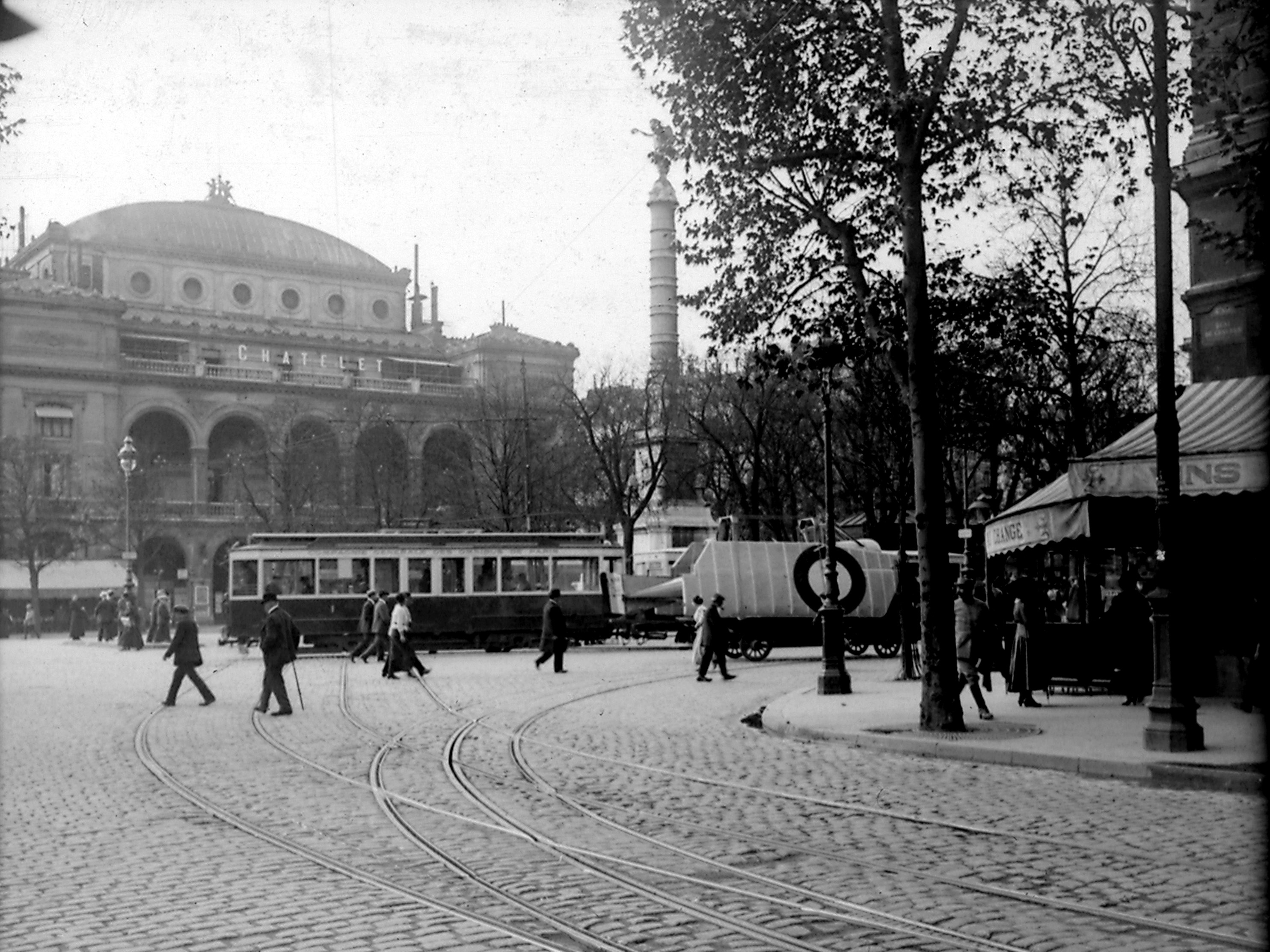
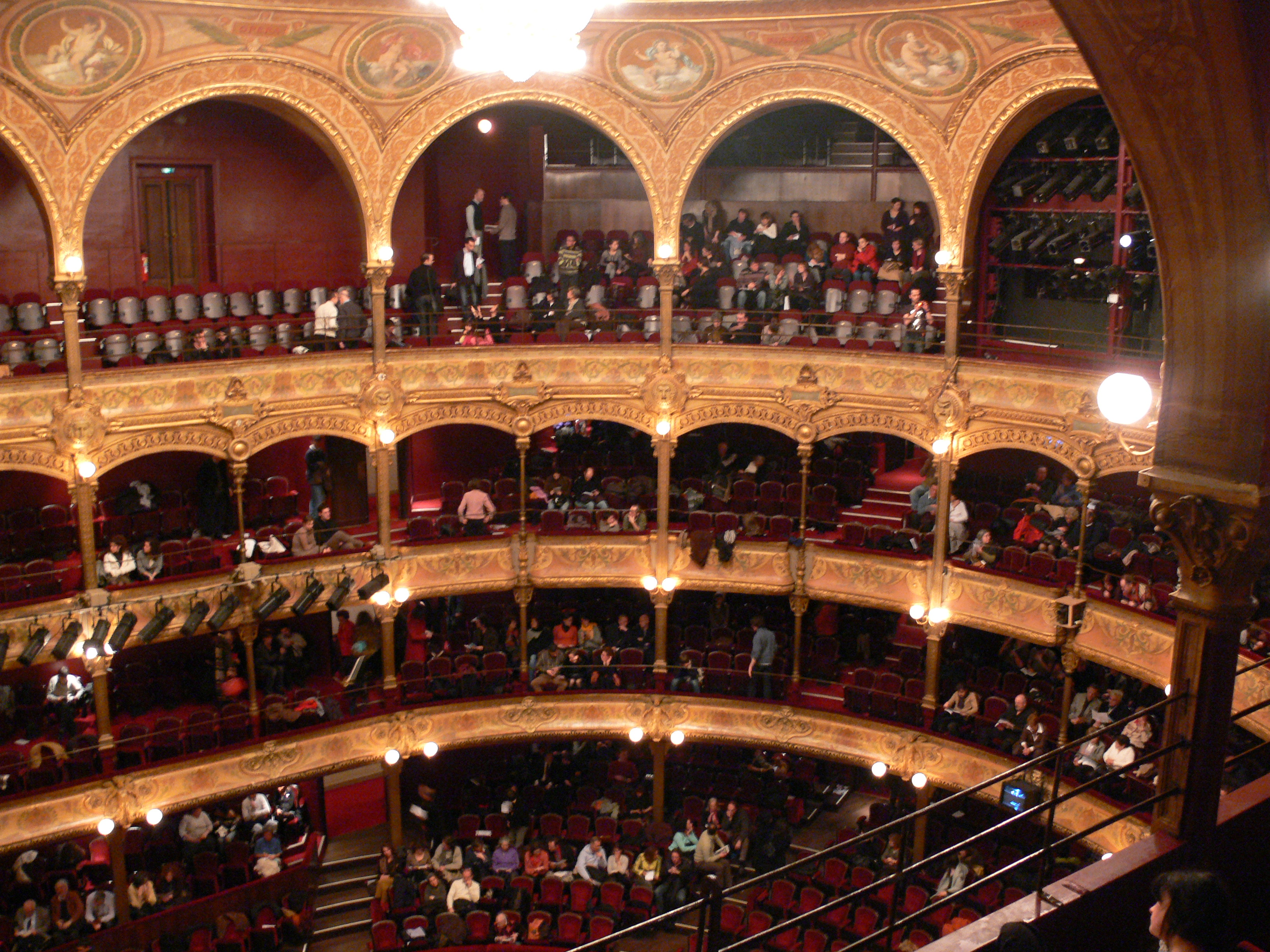
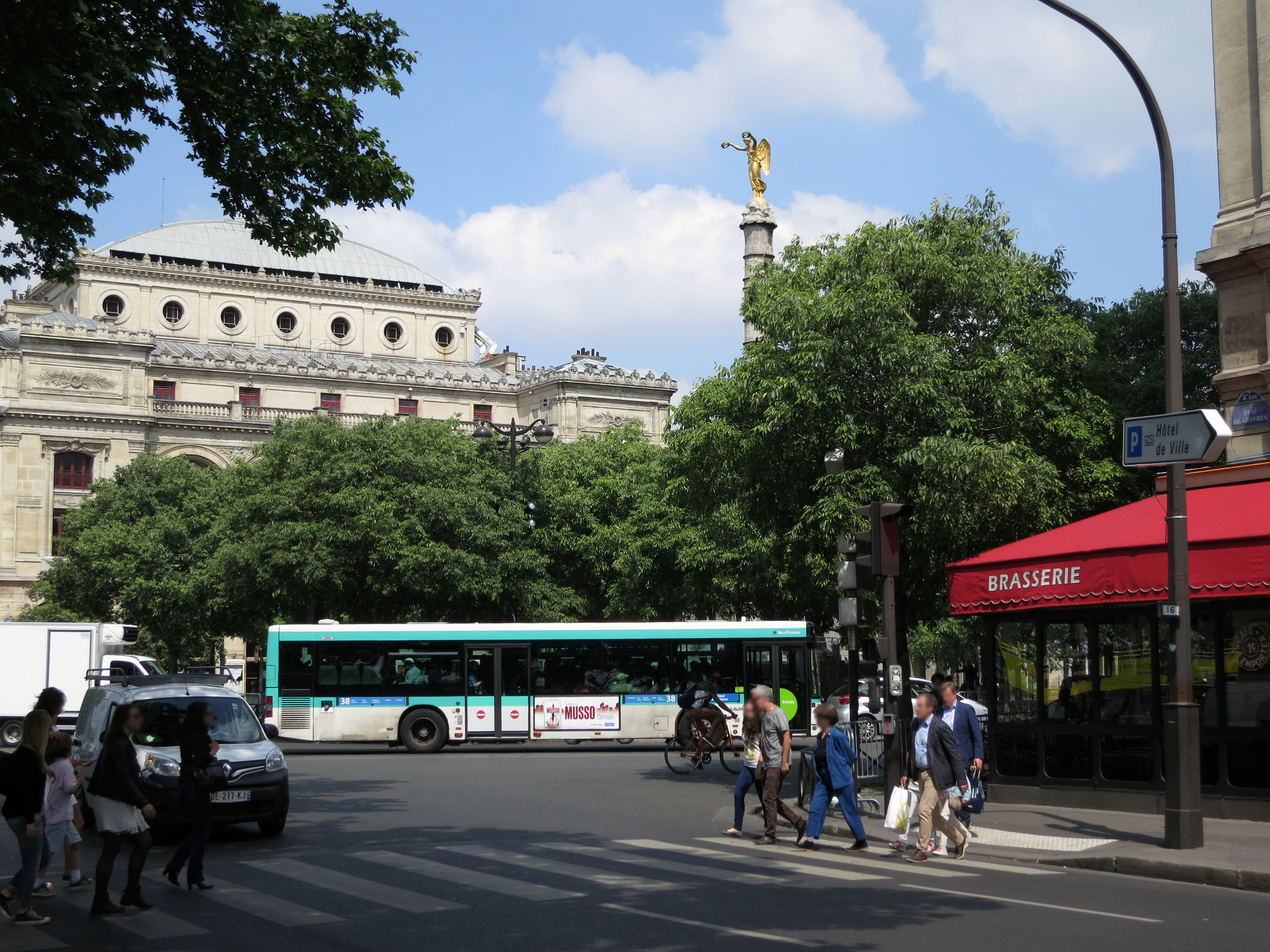
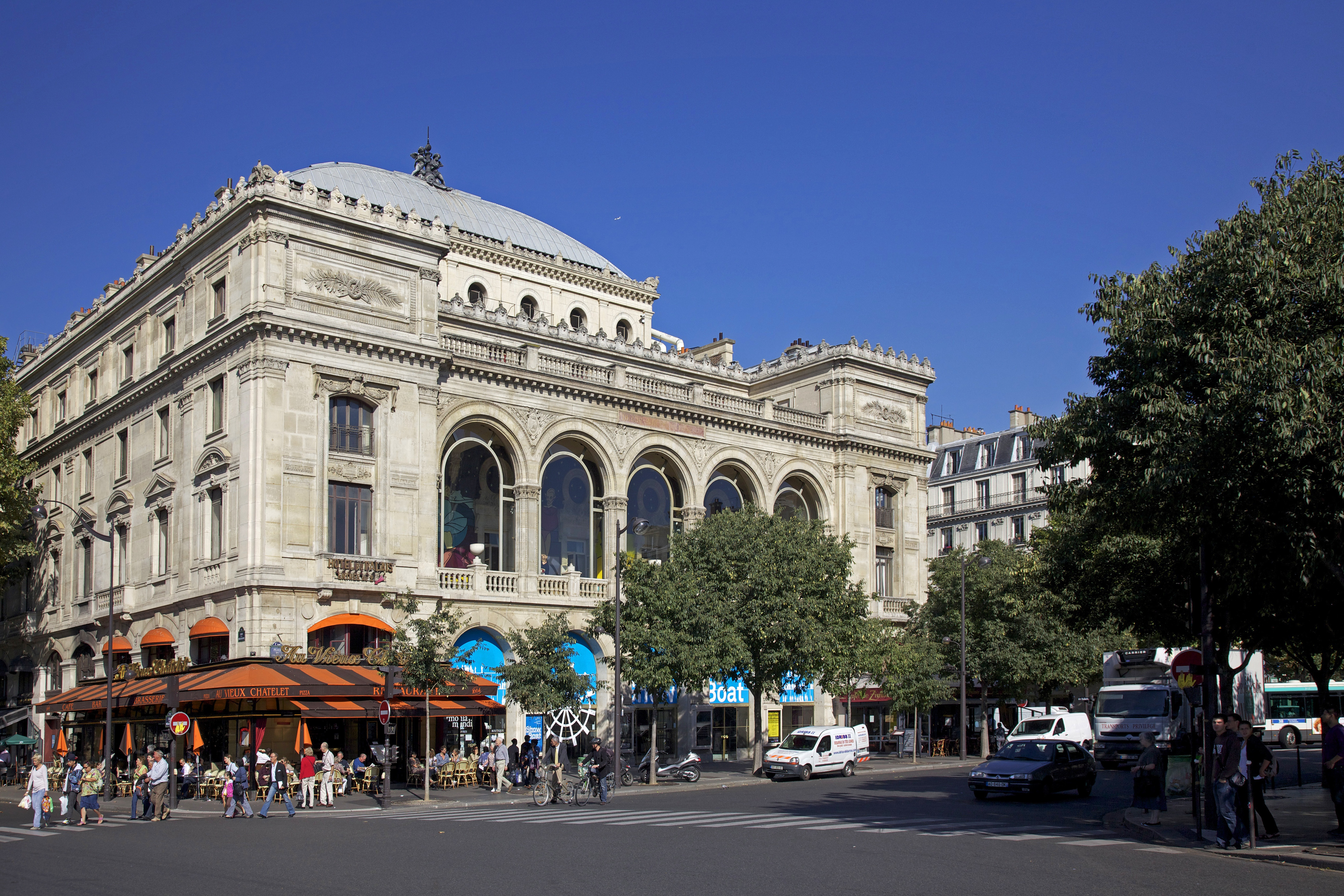